# Chthonogenes synclepta
Chthonogenes synclepta är en fjärilsart som beskrevs av Edward Meyrick 1938. Chthonogenes synclepta ingår i släktet Chthonogenes och familjen stävmalar. Inga underarter finns listade i Catalogue of Life.